# Fryderyki 1996
Fryderyki 1996 – 3. edycja polskich nagród muzycznych Fryderyków, przyznawanych przez Związek Producentów Audio-Video, honorująca dokonania przemysłu muzycznego w roku 1996. Ceremonia wręczenia nagród odbyła się 5 kwietnia 1997 w Sali Kongresowej w Warszawie. Galę poprowadził dziennikarz muzyczny Artur Orzech, a jej emisja na żywo odbyła się w TVP1.
Nagrody zostały przyznane w 23 kategoriach (17 w sekcji muzyki rozrywkowej, 1 w sekcji muzyki jazzowej i 5 w sekcji muzyki poważnej). Najwięcej nominacji (6) otrzymał Grzegorz Skawiński. Najwięcej nagród (4) zdobyła Justyna Steczkowska, triumfując we wszystkich kategoriach, w których była nominowana. Grzegorz Ciechowski wygrał 3 nagrody, zaś Katarzyna Nosowska i O.N.A. po 2.

## Laureaci i nominowani

### Sekcja muzyki rozrywkowej
| Piosenka roku | Fonograficzny debiut roku |
| --- | --- |
| - „Oko za oko” – Justyna Steczkowska - „Coś optymistycznego” – Kasia Kowalska - „I wszystko się może zdarzyć” – Anita Lipnicka - „Krzyczę – jestem” – O.N.A. - „Orła cień” – Varius Manx | - Justyna Steczkowska - Anita Lipnicka - Kaliber 44 - Robert Chojnacki - Tytus Wojnowicz                                                                                   |
| Wokalista roku | Wokalistka roku |
| - Andrzej Piaseczny - Maciej Maleńczuk - Robert Amirian - Robert Gawliński - Stanisław Sojka                                                                                             | - Justyna Steczkowska - Agnieszka Chylińska - Anita Lipnicka - Katarzyna Nosowska - Kasia Kowalska - Kayah                                                                 |
| Zespół roku | Twórca / reżyser teledysku roku |
| - O.N.A. - Homo Twist - Maanam - Mafia - Varius Manx | - Bolesław Pawica - Grzegorz Sadurski - Jan Jakub Kolski - Janusz Kołodrubiec - Mariusz Grzegorzek                                                                         |
| Producent muzyczny roku | Aranżer roku |
| - Grzegorz Ciechowski - Adam Toczko - Grzegorz Skawiński - Leszek Kamiński - Marek Kościkiewicz                                                                                          | - Grzegorz Ciechowski - Grzegorz Skawiński - Piotr Rubik - Robert Janson - Wiesław Pieregorólka                                                                            |
| Kompozytor roku | Autor roku |
| - Robert Janson - Grzegorz Skawiński - Piotr Banach - Robert Amirian - Robert Chojnacki                                                                                                  | - Katarzyna Nosowska - Agnieszka Chylińska - Anita Lipnicka - Kora - Maciej Maleńczuk                                                                                      |
| Album roku – rock | Album roku – pop |
| - Bzzzzz – O.N.A. - Al Capone – T.Love - Homo Twist – Homo Twist - puk.puk – Nosowska - The State of Mind Report – Acid Drinkers                                                         | - Dziewczyna Szamana – Justyna Steczkowska - Czekając na… – Kasia Kowalska - Ego – Varius Manx - Sax & Sex – Robert Chojnacki - Wszystko się może zdarzyć – Anita Lipnicka |
| Album roku – muzyka taneczna | Album roku – muzyka alternatywna |
| - Sax & Dance – Robert Chojnacki - Calma – Aya RL - Na sprzedaż – X-Rave - ojDADAna – Grzegorz Ciechowski - Reklama – K.A.S.A.                                                           | - puk.puk – Nosowska - Bafangoo! część 1 – Liroy - Cacy Cacy Fleischmaschine – Świetliki - Homo Twist – Homo Twist - Księga Tajemnicza. Prolog – Kaliber 44                |
| Album roku – piosenka poetycka | Album roku – muzyka tradycji i źródeł |
| - Andergrant – Renata Przemyk - Cacy Cacy Fleischmaschine – Świetliki - Kiedy przyjdzie dzień – Antonina Krzysztoń - Latawce pogodnych dni – Stare Dobre Małżeństwo - Tokszoł – Pod Budą | - ojDADAna – Grzegorz Ciechowski - Flamenco i blues – Tadeusz Nalepa - Potargano Chałpa – De Press - Janosik w Sherwood – Trebunie-Tutki - Zdrowa woda – Zdrowa Woda       |
| Najlepszy zagraniczny album roku | |
| - Older – George Michael - Load – Metallica - Mercury Falling – Sting - No Code – Pearl Jam - The Score – Fugees                                                                         | |

### Sekcja muzyki jazzowej
| Album roku – jazz |
| --- |
| - Urbanator 2 – Michał Urbaniak - Granat – Wojciech Pilichowski - Letters and Leaves – Krzysztof Popek - Remembrances – Henryk Miśkiewicz - Talk to Jesus – Lesław Możdżer |

### Sekcja muzyki poważnej
| Płyta roku – muzyka solowa | Płyta roku – muzyka kameralna |
| --- | --- |
| - Piano (Bach, Beethoven, Webern) – Piotr Anderszewski - Chopin recital – Zbigniew Raubo - Robert Schumann – Wojciech Świtała - Organy kościoła św. Anny w Warszawie – Joachim Grubich - Utwory fortepianowe K. Szymanowskiego – Joanna Domańska | - Wieniawski – Bartłomiej Nizioł i Waldemar Malicki - Arie i duety operowe Mozarta – Dariusz Paradowski i Warszawska Opera Kameralna - Chopin – utwory wiolonczelowe – Stanisław Firlej i Anna Wesołowska - Dworzak – Kwintet smyczkowy, Schubert – Kwintet „Pstrąg” – Konstanty Andrzej Kulka, Waldemar Malicki, Stefan Kamasa, Kazimierz Koślacz i Andrzej Kaczanowski - Romanse Sefardyjskie / Al Amor |
| Płyta roku – muzyka symfoniczna | Płyta roku – muzyka współczesna |
| - Jarzębski, Bacewicz, Górecki, Mozart – Jerzy Maksymiuk i Polish Chamber Orchestra - Czajkowski / Schumann: Koncerty fortepianowe – Martha Argerich i Kazimierz Kord - Bach / Krenz, Mozart, Beethoven – Jan Krenz i Sinfonia Varsovia - Polish Symphonic Music of the 19th Century (Kurpiński, Dobrzyński, Moniuszko, Żeleński, Noskowski) – Sinfonia Varsovia pod dyrekcją Grzegorza Nowaka - Wieniawski Violin Concertos 1 & 2 – Piotr Pławner, Bartłomiej Nizioł i Sinfonia Varsovia pod dyrekcją Grzegorza Nowaka | - Lutosławski – Sinfonia Varsovia pod dyrekcją Wojciecha Michniewskiego - Lutosławski Piano Concertos / Symphony No.3 - Demiurgos – Juliusz Łuciuk - Holocaust memorial Cantata – Marta Ptaszyńska - Sinfonietta Cracovia (Arbon Cosmica, Violin Concerto) – Andrzej Panufnik |
| Płyta roku – muzyka dawna | |
| - Psalmy – Gomółka, Kochanowski – Ars Nova i Il Canto - Mielczewski – Linnamuusikud i Bornus Consort - Mikołaj Zieleński: Offertoria et Communiones - Msze staropolskie (Leopolita Mielczewski Gorczycki) – Il Canto - Wybawienie Ruggera – Warszawska Opera Kameralna | |

## Statystyki
| Liczba | Osoba/zespół             |
| ------ | ------------------------ |
| 4      | Justyna Steczkowska      |
| 3      | Grzegorz Ciechowski      |
| 2      | Katarzyna NosowskaO.N.A. |

| Liczba | Osoba/zespół                                                                              |
| ------ | ----------------------------------------------------------------------------------------- |
| 6      | Grzegorz Skawiński                                                                        |
| 5      | Agnieszka ChylińskaAnita LipnickaMaciej MaleńczukRobert Janson                            |
| 4      | Grzegorz CiechowskiJustyna SteczkowskaKatarzyna NosowskaRobert ChojnackiSinfonia Varsovia |
| 3      | Homo TwistKasia KowalskaO.N.A.Varius Manx                                                 |